# Nó górdio

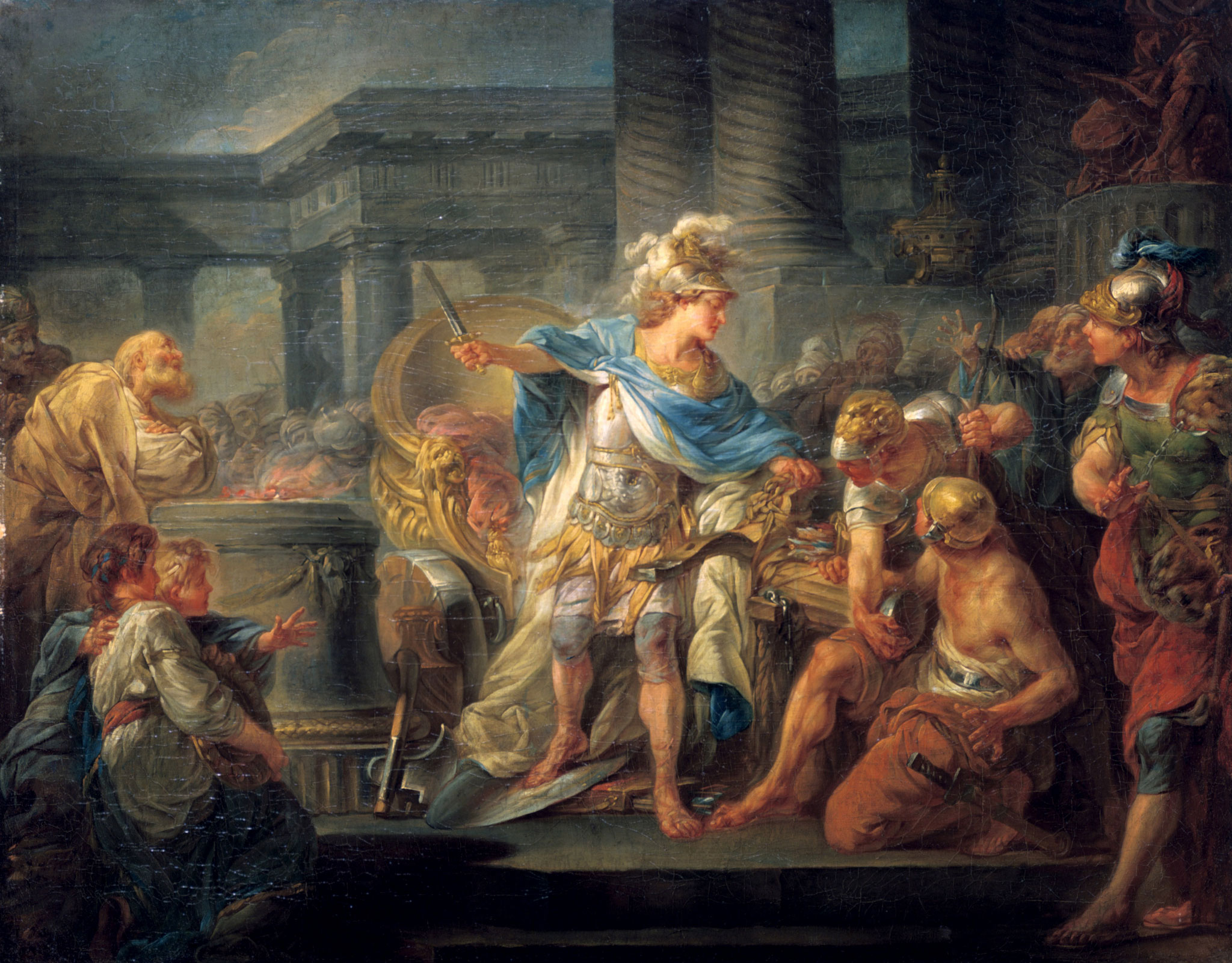
Alexandre, o Grande corta o nó górdio em pintura do século XIX.

O nó górdio é uma lenda que envolve o rei da Frígia (Ásia Menor) e Alexandre, o Grande. É comumente usada como metáfora de um problema insolúvel (desatando um nó impossível) resolvido facilmente por ardil astuto ou por uma quebra de paradigma.
Conta-se que o rei da Frígia (Ásia Menor) morreu sem deixar herdeiro e que, ao ser consultado, o Oráculo anunciou que o sucessor chegaria à cidade num carro de bois. A profecia foi cumprida por um camponês, de nome Górdio, que foi coroado. Para não esquecer de seu passado humilde ele colocou a carroça, com a qual ganhou a coroa, no templo de Zeus e a amarrou com um enorme nó a uma coluna. O nó era, na prática, impossível de desatar e por isso ficou famoso.
Górdio reinou por muito tempo e quando morreu, seu filho Midas assumiu o trono. Midas expandiu o império mas não deixou herdeiros. O Oráculo foi ouvido novamente e declarou que quem desatasse o nó de Górdio dominaria todo o mundo.
Quinhentos anos se passaram sem ninguém conseguir realizar esse feito, até que em 334 a.C. Alexandre, o Grande, ouviu a lenda enquanto marchava pela Frígia. Intrigado com a questão, foi ao templo de Zeus observar o feito de Górdio. Após muito analisar, desembainha a espada e corta o nó. Lenda ou não o fato é que Alexandre se tornaria senhor de toda a Ásia Menor poucos anos depois.
É daí também que deriva a expressão "cortar o nó górdio", que significa resolver um problema complexo de maneira simples e eficaz.
"Fazei-o discorrer sobre política e o nó górdio do caso ele deslinda,
tão facilmente como o faz com a jarreteira"
(Shakespeare, Henrique V, Ato 1 Cena 1. 45–47)